# Schizonycha muansana
Schizonycha muansana är en skalbaggsart som beskrevs av Moser 1924. Schizonycha muansana ingår i släktet Schizonycha och familjen Melolonthidae. Inga underarter finns listade i Catalogue of Life.